# Calle Sainte-Catherine (Burdeos)

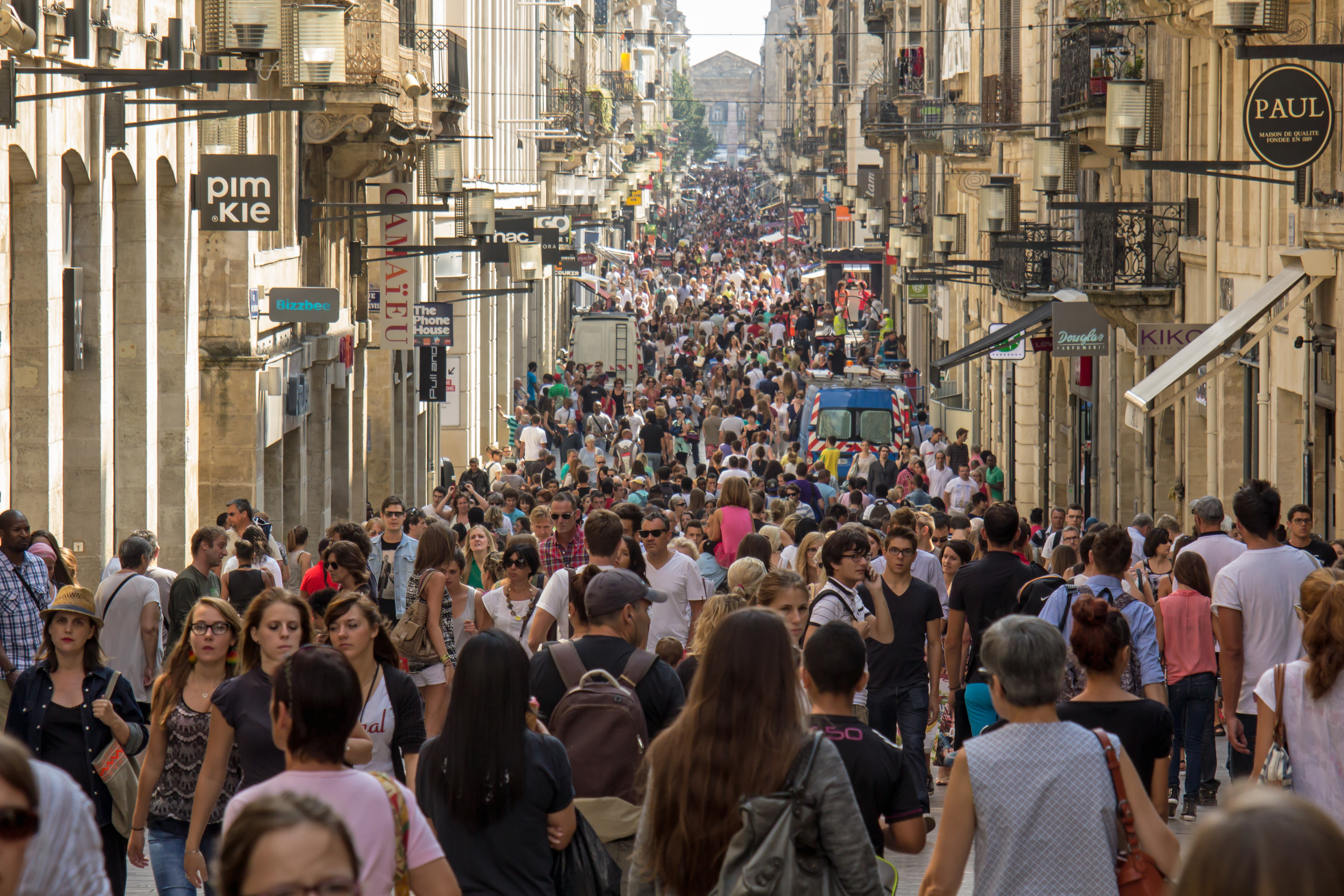
Calle Sainte-Catherine.

La calle Sainte-Catherine es una vía peatonal de 1,2 km de largo conformando la principal calle de Burdeos, Francia.
Esta calle es uno de los dos principales ejes que atraviesan el centro histórico de la ciudad. Ella corta el centro siguiendo un eje Norte-Sur y uniendo la plaza de la Comédie dónde se sitúa el Grand Théâtre con la plaza de la Victoire. La calle Sainte Catherine y los barrios situados al Oeste son muy comerciales. Se convirtió en peatonal en su mayor parte entre 1976 y 1977 e íntegramente en 1984. Es conocida como la calle peatonal más larga de Europa. Fue completamente remodelada entre 2000 y 2003 bajo el proyecto de Jean-Michel Wilmotte.
En el centro de la calle se encuentra la Plaza Saint-Projet (obispo muerto en 674). La cruz del cruce fue restaurada en 1977; ella se encontraba en el centro de un cementerio desde 1392. La iglesia estaba al sur de este lugar permaneciendo la torre del campanario. La fuente fue construida hacia 1715.
En lo alto de la calle podemos ver una de las entradas de la Galerie Bordelaise, galería comercial cubierta abierta en 1834.
En el cruce de la calle y del Patio Alsace-Lorraine, un bajorrelieve muestra la presencia subterránea de dos cursos de agua que desembocan en el río Garona, el Peugue y la Devèze.

## Transportes
La calle Sainte-Catherine está comunicada por la línea B del tranvía de Burdeos, Estación Sainte-Catherine, y de la línea A, estaciones Grand Théâtre y Cacatue.